# Roma, oraș deschis
Roma, oraș deschis (titlul original: în italiană Roma, città aperta) este un film italian regizat de Roberto Rossellini în 1945.
Filmul a fost inclus în lista celor 100 de filme italiene de salvat (100 film italiani da salvare).

## Prezentare
Lupta rezistenței italiene împotriva naziștilor la Roma în 1944.
Filmul poate fi considerat actul de naștere al cinematografului modern, act care ține cont de ceea ce experiența războiului a schimbat din necesitate în modul de a privi și povesti. Rossellini descoperă câteva gesturi din care toți cineaștii se vor inspira ulterior.
Roma, oraș deschis e primul film de intervenție, primul film militant din cinematografia occidentală de după război. E un film exemplar ca mărturie artistică a unui moment istoric, ca operă de poezie cinematografică angajată, militantă, ca expresie novatoare pe frontul larg al luptei pe care omenirea o duce pentru progres și civilizație, pentru justiție socială sau - cu un cuvânt românesc - pentru omenie, împotriva neomeniei. (Florian Potra, O voce din off, 1973)

## Fișă tehnică
- Regia : Roberto Rossellini
- Scenariul : Sergio Amidei, Alberto Consiglio, Federico Fellini, Roberto Rossellini
- Producția : Giuseppe Amato, Ferruccio De Martino, Roberto Rossellini
- Muzica : Renzo Rossellini
- Durata : 105 minute
- Genurile : Dramă de război
- Alb / negru

## Distribuție
- Aldo Fabrizi – Don Pietro Pellegrini
- Anna Magnani – Pina
- Marcello Pagliero – Giorgio Manfredi
- Nando Bruno – Agostino
- Maria Michi – Marina Mari
- Ákos Tolnay – dezertorul austriac
- Vito Annichiarico – micul Marcello
- Harry Feist – maiorul Bergmann
- Giovanna Galletti – Ingrid
- Carla Rovere – Lauretta

## Poze din film

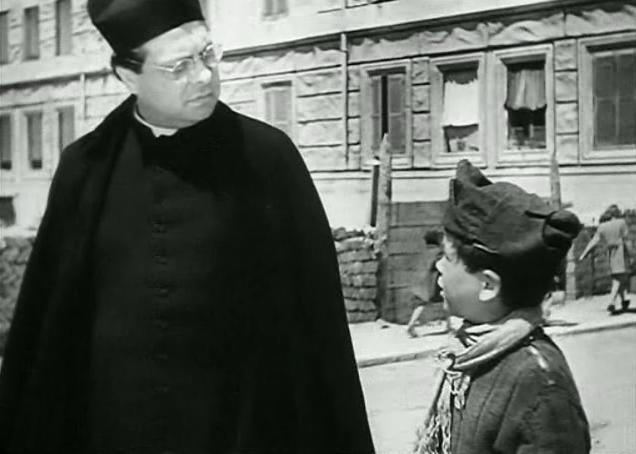
Don Pietro (Aldo Fabrizi) și micul Marcello (Vito Annichiarico)
Imagine din film
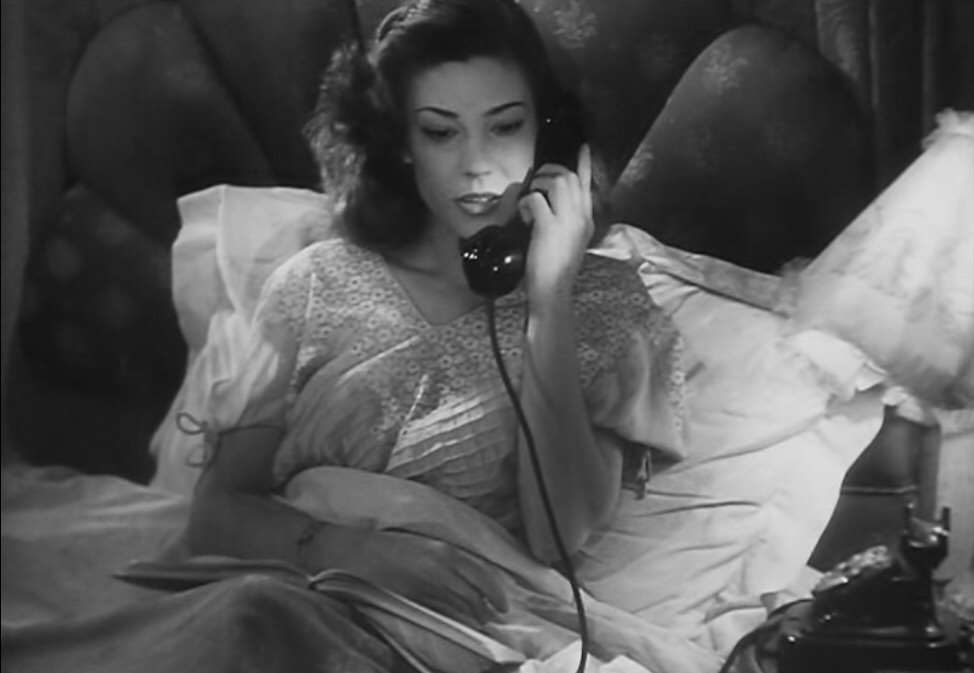
Scenă din film cu personajul Marina Mari, interpretată de Maria Michi